# Правда (газета)
«Пра́вда» — газета, що тривалий час була щоденним центральним органом партії більшовиків (РСДРП (б), РКП (б), ВКП (б), КПРС) і найвпливовішим радянським виданням, фактично — головною газетою країни. Нагороди: два ордени Леніна (1945, 1962), орден Жовтневої Революції (1972). Після заборони КПРС — центральний орган КПРФ, виходить тричі на тиждень. Наклад у червні 2010 року — 100 300 примірників.

## Створення газети
Перша «Правда» з'явилася в 1903 році як літературно-публіцистичний журнал, що видається Валентином Олексійовичем Кожевніковим — інженером-шляховиком і мистецтвознавцем. Журнал позиціонував себе як щомісячне видання мистецтва, літератури та суспільного життя і мав ліву спрямованість, багато його авторів дотримувалися марксистських поглядів, проте в ньому також друкувалася літературна проза. У журналі публікувалися А. А. Богданов, А. В. Луначарський, І. А. Бунін, Ю. М. Стеклов. При цьому в соціал-демократичних колах видання вважалося меншовицьким. Через цензурні обмеження більшість редакторів покинули журнал і до 1906 року він фактично припинив своє існування.
VI Всеросійська (Празька) конференція РСДРП (б) прийняла за ініціативою В. І. Леніна рішення про випуск масової робочої більшовицької щоденної газети, і 22 квітня (5 травня) 1912 р. вийшов перший номер «Правди». Тоді «Правда» не була офіційним органом ЦК РСДРП (б), таким вважалася нелегальна газета «Соціал-демократ», що друкувалася за кордоном і ввозилася до Росії нелегально. Ще до цього, з 1908 до квітня 1912, спочатку у Львові, а потім у Відні видавалася популярна соціал-демократична газета «Правда» під редакцією Л. Д. Троцького, міжнародний відділ якої вів А. А. Йоффе (т. зв. «„Віденська“ Правда»). Вихід другої газети з тією ж назвою викликав різку полеміку, в тому числі навіть зі зверненням до німецьких соціалістів як третейських суддів, але це ні до чого не призвело, і назва «Правда» збереглася за ленінською газетою. 

## Дореволюційний період

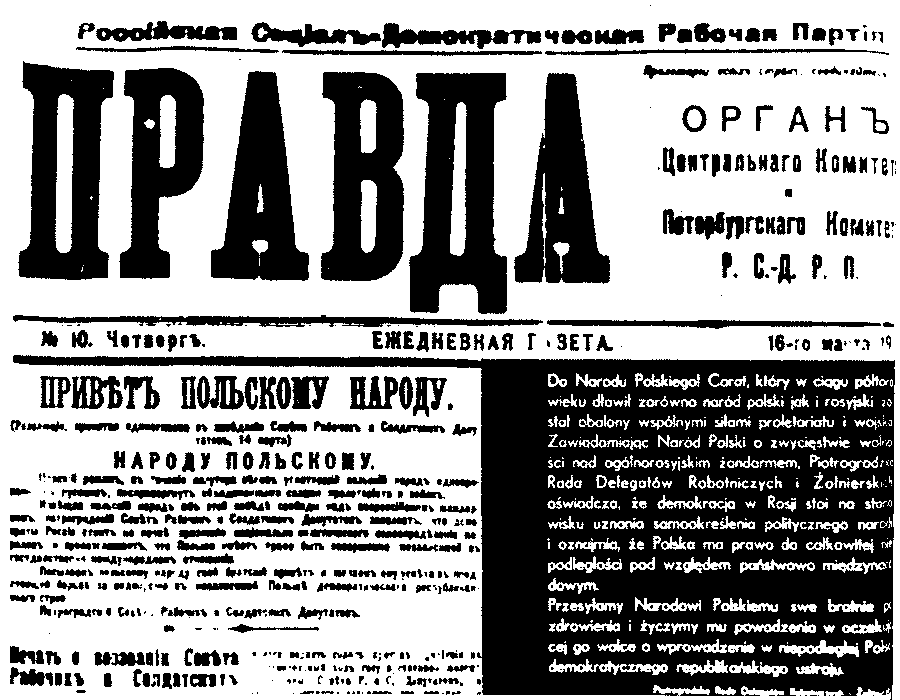
Правда, 16 березня 1917

Тираж дореволюційної «Правди» становив від 40 до 60 тисяч екземплярів. У 1912—1914 роках у «Правді» було опубліковано 285 ленінських праць.
Газета неодноразово закривалася, але продовжувала виходити під іншими назвами: у 1913 р. — «Робоча правда», «Північна правда», «Правда труда», «За правду», в 1914 р. — «Пролетарська правда», «Шлях правди», «Робочий», «Трудова правда». 8 липня (21 липня) 1914, перед початком Першої світової війни, газета була заборонена остаточно.

## «Правда» в 1917 році. Німецьке фінансування

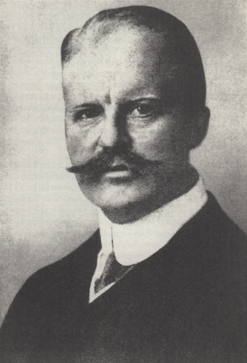
Артур Ціммерман, статс-секретар у закордонних справах Німеччини в 1917 р.

До революції частина тиражу друкувалася на друкарнях норвезького Фіннмарка і переправлялася до Архангельська в бочках з оселедцем, а потім поширювалася на території Росії.
Після Лютневої революції «Правда» стала виходити з 5 березня (18 березня) 1917 року як орган ЦК і Петербурзького комітету РСДРП (б). Наклад «Правди» сягав 85-90 тис. прим. Згідно з виявленими після Другої світової війни архівним документам німецького Генерального штабу та Міністерства закордонних справ Німеччини, у цей час газета активно фінансувалася Німеччиною за посередництвом Парвуса через банківських агентів та членів більшовицького Центрального Комітету РСДРП(б), які знаходились у нейтральній Швеції. Статс-секретар (міністр закордонних справ) Німеччини Кюльман зазначав у листі кайзеру 3 грудня 1917 р.: «Лише тоді, коли більшовики стали отримувати від нас постійний приплив фондів через різні канали й під різними ярликами, вони стали в змозі поставити на ноги свій головний орган „Правду“, вести енергійну пропаганду і значно розширити спочатку вузький базис своєї партії». 3 липня статс-секретар Циммерман з задоволенням телеграфував, що «мирна пропаганда Леніна стає все сильнішою і його газета „Правда“ друкується вже в 300.000 примірників». (Детально див. Пломбований вагон).
5 липня (18 липня) 1917 р., після антиурядових виступів у Петрограді, газета була закрита і до жовтня виходила під різними назвами («Листок Правди», «Робочий і солдат», «Пролетар», «Робочий», «Робочий шлях»). Після Жовтневої революції, 27 жовтня (9 листопада) 1917 р., газета знову стала виходити під назвою «Правда» як орган ЦК РСДРП (б).

## «Правда» за радянських часів
З ліквідацією в 1918 році некомуністичної преси, «Правда» стала головною газетою в країні, відтіснивши в цій якості орган Рад — Известия. День випуску її першого номера — 5 травня був оголошений «Днем друку».

"Правда", 18 листопада 1940 року. Фотографії В. Молотова з А. Гітлером та І. Ріббентропом під час його візиту до Берліна

У травні 1934 року була введена в дію друкарня газети «Правда» - найбільше поліграфічне газетно-журнальне підприємство, будівництво якого розпочалося в 1931 році.
Для того, щоб газета була отримана читачами Москви та Ленінграда в один день, з червня 1931 між Москвою і Ленінградом запрацювала авіалінія, яка доставляла в Ленінград матриці центральних газет, в першу чергу газети «Правда». Ленінградські літаки літали практично за будь-якої погоди. Лінію обслуговувала «поштова ланка» — найкращі льотчики країни. З моменту відкриття цієї лінії в доставці політично важливої пошти взяв участь льотчик Л. Г. Краузе. Подібним чином матриці газет доставлялися і в інші друкарні країни.
З розвитком технологій потреба у безпосередній доставці матриць у друкарні відпала і газета передавалася з Москви до великих міст СРСР за фототелеграфом.
Газета чітко слідувала ідеологічної лінії уряду, наприклад — після укладання пакту Молотова — Ріббентропа, газета не тільки припинила будь-яку критику німецького уряду, але з її сторінок зникло слово «фашизм», одночасно Англія, Франція і США були оголошені «головними підпалювачами війни».
Тираж газети зростав і в 1975 році досяг 10600 тисяч примірників. Значною мірою це пояснювалося обов'язковістю передплати на партійні видання для членів КПРС. Статті, нариси та фейлетони «Правди», навіть підписані малозначними прізвищами, були практично наказами для виконання всією країною.
Виходила щодня, хоча решта радянських газет виходила 6 разів на тиждень.

### Спорт
З 1962 проводився крос «Правди», з 1968 змагання з легкої атлетики на приз газети «Правда». У 1988 році після закриття кросу "Правди" почав проводитися Кубок сезону на призи газети "Правда".

## «Правда» у пострадянський час
19 серпня 1991 р. «Правда» була серед дев'яти газет, не закритих постановою ДКНС.
22 серпня 1991 газета востаннє виходить як «орган ЦК КПРС». У той же день її випуск було призупинено указом Б. М. Єльцина як видання, яке підтримало ДКНС, та органу розпущеної КПРС.
У вересні газета відновлює випуск як «загальнополітична газета», видавана трудовим колективом. Водночас редакція позбувається більшої частини своїх приміщень у редакційній будівлі на вулиці «Правди», 24. Кілька поверхів будівлі звільняються для видань, заснованих владою РРФСР, зокрема для «Російської газети» і газети «Росія». Як орган управління газетою поряд з редакцією створюється Громадська рада на чолі з Н. І. Рижковим.
У 1992 р. створюється ЗАТ «Правда-Інтернешнл», і до 1996 р. газету контролюють грецькі бізнесмени Яннікоси. Видання знову було на короткий час припинено після подій 4 жовтня 1993 г (Див. Розгін Верховної Ради РФ (1993)).
З квітня 1997 газета стала виходити як орган КПРФ, що було підтверджено спеціальною постановою IV з'їзду КПРФ. Аж до 2003 р. виходило кілька газет з назвою «Правда», періодично йшли судові розгляди з питання використання товарного знака. Колектив одного з таких видань, очолюваний Віктором Линником, був змушений змінити назву — газета стала виходити під назвою «Слово», при цьому шрифтове зображення логотипу відповідало оригінальному логотипу «Правди».
Оригінальну «Правду» часто називали «Червона» Правда» чи «Правда-КПРФ» (через рядки під заголовком газети: «Комуністична партія Російської Федерації» і червоний логотип видання).

## Главред «Правди»
- Полєтаєв Микола Гурійович;
- Єгоров;
- Єремєєв;
- Молотов В'ячеслав Михайлович;
- Сталін Йосип Віссаріонович;
- Бухарін Микола Іванович (1918—1929);
- Ольмінський Михайло Степанович;
- Савельєв Максиміліан Олександрович (1930);
- Мехліс Лев Захарович (1930—1937);
- Нікітін Іван Юхимович (1937—1938);
- Поспєлов Петро Миколайович (1940—1949);
- Суслов Михайло Андрійович (1949—1950);
- Ільїчов Леонід Федорович (1951—1952);
- Шепілов Дмитро Трохимович (1952—1956);
- Сатюков Павло Олексійович (1956—1964);
- Румянцев Олексій Матвійович (1964—1965);
- Зімянін Михайло Васильович (1965—1976);
- Афанасьєв Віктор Григорович (1976—1989);
- Фролов Іван Тимофійович (1989—1991).

## Головред «Правди» після розпаду СРСР
- Селезньов Геннадій Миколайович (1991—1993)
- Линник Віктор Олексійович (1993—1994)
- Ільїн Олександр Олексійович (1994—2003) — через хворобу пішов, помер.
- Нікіфорова Валентина Миколаївна (2003—2005) — виконувачка обов'язків.
- Шурчанов Валентин Сергійович (2005—2009)
- Комоцький Борис Олегович (з 2009)

## Відомі співробітники «Правди»
- Кольцов Михайло Юхимович
- Єфімов Борис Юхимович
- Нюренберг Амшей Маркович
- Заславський Давид Йосипович
- Стуруа Мелор Георгійович
- Жуков Юрій Олександрович
- Кожемяко Віктор Стефанович
- Кавтарадзе Сергій Іванович
- Овчинников Всеволод Володимирович
- Гайдар Тимур Аркадійович